# La Veillée de Vénus
La Veillée de Vénus (en latin Pervigilium Veneris) est un poème latin anonyme de l'époque impériale.

## Historique
Un manuscrit de La Veillée de Vénus a été découvert à Venise, en 1507, par Érasme, dans la bibliothèque d'Alde Manuce, chez lequel l'humaniste séjournait. Il ne fut publié par Pierre Pithou qu'en 1587.
La date de l'œuvre demeure controversée. Après qu'on a éliminé l'hypothèse d'un pastiche médiéval ou Renaissance, les philologues se divisent sur diverses origines.
Elle pourrait être due à Florus, poète proche de l'empereur Hadrien au IIe siècle. D'autres évoquent le poète Tibérianus, dans la seconde moitié du IVe siècle  ou bien un poète proche de Symmaque à la fin de ce même siècle. Certains enfin pensent à un auteur africain de la fin du IVe siècle.
Quoi qu'il en soit, l'auteur est profondément imprégné de références classiques et l'œuvre fourmille de références et de paraphrases.
La scène semble être en Sicile. Le poème décrit l'éveil annuel de la flore et de la faune grâce à la déesse. Il est remarquable par son intérêt pour la nature.
Il comporte quatre-vingt-treize septénaires trochaïques ; il est divisé par le refrain en strophes d'inégale longueur :
Cras amet qui nunquam amavit; quique amavit cras amet.

[Qu'il aime demain celui qui n'a jamais aimé, et que celui qui a aimé aime demain encore.]
Le poème se termine sur le chant du rossignol et un profond sentiment d'affliction :
Illa cantat ; nos tacemus ; quando ver venit meum ?

[Il chante ; je me tais ; quand pour moi reviendra le printemps ?]

## Mises en musique
Le poème a été mis en musique par Frederic Austin pour chœur et orchestre (création : Festival de Leeds, 1931) et par George Lloyd pour soprano, ténor chœur et orchestre (1980).

### Éditions modernes
- Franz Bücheler (1859)
- Alexander Riese, in Anthologia Latina (1869)
- Emil Baehrens in Umdierte lateinische Gedichte (1877)
- S. G. Owen (avec édition des œuvres de Catulle, 1893).

### Traductions françaises
- Texte intégral bilingue avec une traduction nouvelle de Danielle De Clercq, Bruxelles, 2004, sur le site
- Texte intégral bilingue : « La Veillée de Vénus ; (Pervigilium Veneris) » ; Texte établi et traduit par Robert Schilling ; Les Belles Lettres ; Paris ;  (ISBN 978-2-251-01137-0).

## Autres liens
- Texte latin avec introduction en anglais